# Chiquitos (província)
Chiquitos é uma província da Bolívia localizada no departamento de Santa Cruz, sua capital é a cidade de San Jose.
pt:Chiquitos